# 2020 en bande dessinée
| Années de la bande dessinée : 2017 - 2018 - 2019 - 2020 - 2021 - 2022 - 2023    |
| Décennies de la bande dessinée : 1990 - 2000 - 2010 - 2020 - 2030 - 2040 - 2050 |

Cet article présente les faits marquants de l'année 2020 en bande dessinée.

## Événements
- 14 janvier : le roman photo Les Racines de la colère de Vincent Jarousseau publié par Les Arènes remporte le prix France Info de la bande dessinée d'actualité et de reportage[1]
- 22 janvier : publication du Rapport Racine sur la condition des auteurs et artistes en France.
- 30 janvier au 2 février : 47e Festival international de la bande dessinée d’Angoulême : Festival d'Angoulême 2020. Le Grand prix est remis à Emmanuel Guibert.
- printemps : le Joker a 80 ans, sa première apparition date du comic book Batman #1 daté de 1940 et publié par DC Comics.
- En France, le ministère de la culture déclare 2020 comme « Année de la BD », ce qui s'accompagne d’événements avec des partenaires comme la Cité internationale de la bande dessinée et de l'image et le Centre national du livre[2],[3].

## Meilleures ventes en France
1. Lucky Luke d’après Morris tome 9 : Un cow-boy dans le coton par Jul et Achdé chez Lucky Comics  : 217 507 exemplaires
2. L'Arabe du futur  tome 5 : Une jeunesse au Moyen-Orient (1992-1994 par Riad Sattouf chez Allary : 204 757 exemplaires
3. Blake et Mortimer tome 27 : Le Cri du Moloch par  Jean Dufaux, Christian Cailleaux et Étienne Schréder chez Blake et Mortimer : 178 976 exemplaires
4. Astérix tome 38 : La Fille de Vercingétorix par Jean-Yves Ferri et Didier Conrad chez Les Éditions Albert René : exemplaires
5. Les Sisters Best of par William et Christophe Cazenove chez Bamboo Édition : 150 000 exemplaires
6. Mortelle Adèle tome 17 : Karmastrophique ! par Mr Tan chez Tourbillon: 135 374 exemplaires
7. Mortelle Adèle tome 1 : Tout ça finira mal  par Mr Tan chez Tourbillon: exemplaires
8. Mortelle Adèle HS : Mortelle Adèle et la galaxie des bizarres par Mr Tan chez Tourbillon: 127 958 exemplaires
9. Mortelle Adèle HS : Mortelle Adèle au pays des contes défaits par Mr Tan chez Tourbillon: exemplaires
10. Les Vieux Fourneaux tome 6 : L'oreille bouché par  Wilfrid Lupano et  Paul Cauuet chez Dargaud : 119 998 exemplaires

## Nouveaux albums
Voir aussi : Albums de bande dessinée sortis en 2020

### Franco-belge
| Sortie       | Titre                                                                   | Scénariste                                              | Dessinateur                                                                     | Coloriste                                           | Éditeur                       |
| ------------ | ----------------------------------------------------------------------- | ------------------------------------------------------- | ------------------------------------------------------------------------------- | --------------------------------------------------- | ----------------------------- |
| 2 janvier    | Couleurs de l'incendie                                                  | Christian De Metter d'après le roman de Pierre Lemaitre | Christian De Metter                                                             | Christian De Metter                                 | Rue de Sèvres                 |
| 8 janvier    | Lone Sloane : Babel                                                     | Xavier Cazaux-Zago                                      | Dimitri Avramoglou, couverture de Philippe Druillet                             | Stéphane Paîtreau                                   | Glénat                        |
| 8 janvier    | Donjon Antipodes : L'Armée du crâne                                     | Joann Sfar, Lewis Trondheim                             | Grégory Panaccione                                                              | Walter                                              | Delcourt                      |
| 8 janvier    | Donjon Zénith, t. 7 : Hors des remparts                                 | Joann Sfar, Lewis Trondheim                             | Boulet                                                                          | Boulet                                              | Delcourt                      |
| 8 janvier    | Ratafia Délirium, t. 1 : Le Mal Blanc                                   | Nicolas Pothier                                         | Fred Salsedo                                                                    | Fred Salsedo                                        | Vents d'Ouest                 |
| 10 janvier   | Thérapie de groupe, t. 1 : L'Étoile qui danse                           | Manu Larcenet                                           | Manu Larcenet                                                                   | Manu Larcenet                                       | Dargaud                       |
| 15 janvier   | Irena, t. 5 : La vie, après                                             | Jean-David Morvan et Séverine Tréfouël                  | David Evrard                                                                    | Walter                                              | Glénat                        |
| 22 janvier   | Bolchoi Arena, t. 2 : La Somnambule                                     | Boulet                                                  | Aseyn                                                                           | Aseyn                                               | Delcourt                      |
| 29 janvier   | Sacrées Sorcières                                                       | Pénélope Bagieu d'après Roald Dahl                      | Pénélope Bagieu                                                                 | Pénélope Bagieu                                     | Gallimard                     |
| 31 janvier   | Tif et Tondu - Mais où est Kiki ?                                       | Robber                                                  | Blutch                                                                          | Delphine Chedru et Roman Gigou                      | Dupuis                        |
| 4 mars       | La Bombe                                                                | Alcante, Laurent-Frédéric Bollée                        | Denis Rodier                                                                    | noir et blanc                                       | Glénat                        |
| 11 mars      | Quatorze Juillet                                                        | Martin Quenehen                                         | Bastien Vivès                                                                   | Bastien Vivès                                       | Casterman                     |
| 13 mars      | Les Mondes de Thorgal - La Jeunesse t.8 Les Deux Bâtards                | Yann                                                    | Roman Surzhenko                                                                 | Roman Surzhenko                                     | Le Lombard                    |
| 15 mai       | Pucelle t.1 Débutante                                                   | Florence Dupré la Tour                                  | Florence Dupré la Tour                                                          | Florence Dupré la Tour                              | Dargaud                       |
| 27 mai       | Un travail comme un autre                                               | Alex W. Inker d'après Virginia Reeves                   | Alex W. Inker                                                                   | Alex W. Inker                                       | Sarbacane                     |
| 29 mai       | L'Homme qui tua Chris Kyle                                              | Fabien Nury                                             | Brüno                                                                           | Laurence Croix                                      | Dargaud                       |
| 29 mai       | Stanley Greene, une vie à vif                                           | Jean-David Morvan                                       | Tristan Fillaire                                                                | Tristan Fillaire                                    | Delcourt                      |
| 3 juin       | Peau d'homme                                                            | Hubert                                                  | Zanzim                                                                          | Zanzim                                              | Glénat                        |
| 3 juin       | L'Odyssée d'Hakim, t.3 : De la Macédoine à la France                    | Fabien Toulmé                                           | Fabien Toulmé                                                                   | Fabien Toulmé                                       | Delcourt                      |
| 5 juin       | Le Dernier Atlas t.2                                                    | Gwen De Bonneval et Fabien Vehlmann                     | Hervé Tanquerelle et Fred Blanchard                                             | Laurence Croix                                      | Dupuis                        |
| 11 juin      | Les Cahiers d'Esther t. 5 : Histoires de mes quatorze ans               | Riad Sattouf                                            | Riad Sattouf                                                                    | Riad Sattouf                                        | Allary Éditions               |
| 20 août      | Celestia                                                                | Manuele Fior                                            | Manuele Fior                                                                    | Manuele Fior                                        | Atrabile                      |
| 26 août      | Radium Girls                                                            | Cy                                                      | Cy                                                                              | Cy                                                  | Glénat                        |
| 26 août      | Anaïs Nin, sur la mer des mensonges                                     | Léonie Bischoff                                         | Léonie Bischoff                                                                 | Léonie Bischoff                                     | Casterman                     |
| 28 août      | Carbone et Silicium                                                     | Mathieu Bablet                                          | Mathieu Bablet                                                                  | Mathieu Bablet, Carla De Almeida et Cathy Fernandez | Ankama                        |
| 28 août      | Tanz!                                                                   | Maurane Mazars                                          | Maurane Mazars                                                                  | Maurane Mazars                                      | Le Lombard                    |
| 11 septembre | New York Cannibals                                                      | Jerome Charyn                                           | François Boucq                                                                  | François Boucq, Alexandre Boucq et Denis Béchu      | Le Lombard                    |
| 11 septembre | Un train d'enfer                                                        | Erwan Manac’h                                           | Gwenaël Manac’h                                                                 |                                                     | La Ville brûle                |
| 12 septembre | Le Fils du roi                                                          | Stanislas Moussé                                        | Stanislas Moussé                                                                | Stanislas Moussé                                    | Éditions le Tripode           |
| 16 septembre | Bella Ciao t.1 Uno                                                      | Baru                                                    | Baru                                                                            | Baru                                                | Futuropolis                   |
| 30 septembre | Ne parlez pas de violences policières                                   | collectif                                               | collectif                                                                       | collectif                                           | Mediapart / La Revue dessinée |
| 9 octobre    | Greetings from Azur                                                     | Maxime Gueugneau                                        | Simon Bournel-Bosson                                                            |                                                     | Kiblind                       |
| 15 octobre   | Cent mille ans. Bure ou le scandale enfoui des déchets nucléaires       | Pierre Bonneau et Gaspard d'Allens                      | Cécile Guillard                                                                 |                                                     | La Revue dessinée - Seuil     |
| 22 octobre   | Tropiques toxiques - Le scandale du chlordécone                         | Jessica Oublié                                          | Nicola Gobbi ; photographie : Vinciane Lebrun ; illustration : Katherine Avraam |                                                     | Les Escales / Stenkis         |
| 23 octobre   | Les Aventures de Lucky Luke d'après Morris t.9 Un cow-boy dans le coton | Jul                                                     | Achdé                                                                           |                                                     | Lucky Comics                  |
| 28 octobre   | Julius Corentin Acquefacques t.7 L'Hyperrêve                            | Marc-Antoine Mathieu                                    | Marc-Antoine Mathieu                                                            | noir & blanc                                        | Delcourt                      |
| 30 octobre   | L'Envoyé spécial                                                        | Béka et Munuera                                         | Munuera                                                                         | Sedyas                                              | Dupuis                        |
| 4 novembre   | Le Château des animaux t.2 Les Marguerites de l'hiver                   | Xavier Dorison                                          | Félix Delep                                                                     | Jessica Bodard et Félix Delep                       | Casterman                     |
| 4 novembre   | Au cœur de la vague                                                     | Patrick Chappatte                                       | Patrick Chappatte                                                               | Patrick Chappatte                                   | Les Arènes                    |
| 5 novembre   | L'Arabe du futur t.5                                                    | Riad Sattouf                                            | Riad Sattouf                                                                    | Riad Sattouf                                        | Allary                        |
| 6 novembre   | L'Âge d'or t.2                                                          | Roxanne Moreil et Cyril Pedrosa                         | Cyril Pedrosa                                                                   | Claire Courrier, Joran Treguier et Cyril Pedrosa    | Dupuis                        |
| 6 novembre   | Thorgal t.38 La Selkie                                                  | Yann                                                    | Fred Vignaux                                                                    |                                                     | Le Lombard                    |
| 6 novembre   | Les Vieux Fourneaux t.6 L'Oreille bouchée                               | Wilfrid Lupano                                          | Paul Cauuet                                                                     | Paul Cauuet                                         | Dargaud                       |
| 12 novembre  | Vernon Subutex                                                          | Virginie Despentes                                      | Luz                                                                             | Luz                                                 | Albin Michel                  |
| 12 novembre  | Ekhö monde miroir t.10 : Le Spectre de Pékin                            | Christophe Arleston                                     | Alessandro Barbucci                                                             | Nolwenn Lebreton                                    | Soleil Productions            |
| 20 novembre  | Blake et Mortimer, t.27 Le Cri du Moloch                                | Jean Dufaux                                             | Christian Cailleaux et Étienne Schréder                                         |                                                     | Éditions Blake et Mortimer    |
| 25 novembre  | Les Ogres-Dieux t. 4 : Première-née                                     | Hubert                                                  | Bertrand Gatignol                                                               |                                                     | Soleil Productions            |

### Comics
| Sortie        | Titre                                                                                  | Scénariste                         | Dessinateur              | Coloriste                | Traducteur             | Éditeur                       |
| ------------- | -------------------------------------------------------------------------------------- | ---------------------------------- | ------------------------ | ------------------------ | ---------------------- | ----------------------------- |
| 8 janvier     | Payer la terre                                                                         | Joe Sacco                          | Joe Sacco                | n&b                      | Sidonie Van den Dries  | XXI/Futuropolis               |
| 10 janvier    | Deathstroke Rebirth t.6                                                                | Christopher Priest, Benjamin Percy | Collectif                |                          |                        | Urban Comics                  |
| 17 janvier    | Teen Titans Rebirth t.2 : Le sang de Manta                                             | Benjamin Percy                     | Pham                     |                          |                        | Urban Comics                  |
| 24 janvier    | Birds of Prey Rebirth t.2 : Code source                                                | Julie Benson, Shawna Benson        | Roge Antonio             |                          |                        | Urban Comics                  |
| 7 février     | Red Hood & the Outlaws t.2 : Bizarro 2.0                                               | Scott Lobdell                      | Dexter Soy               |                          |                        | Urban Comics                  |
| 14 février    | Batman : Detective t.2 : Médiéval                                                      | Peter Tomasi                       | Brad Walker              |                          |                        | Urban Comics                  |
| 6 mars        | Leviathan t.1 : Ascension                                                              | Brian Michael Bendis               | Collectif                |                          |                        | Urban Comics                  |
| 13 mars       | Bloodborne t.3 : Le chant des corbeaux                                                 | Aleš Kot                           | Piotr Kowalski           |                          |                        | Urban Comics                  |
| 13 mars       | Green Lantern – Emerald Twilight                                                       | Ron Marz                           | Darryl Banks             |                          |                        | Urban Comics                  |
| 13 mars       | Jack of Fables t.2                                                                     | Bill Willingham, Matthew Sturges   | Tony Akins               |                          |                        | Urban Comics                  |
| 19 mars       | MIND MGMT Rapport d’opérations 1/3 - Guerres psychiques et leurs influences invisibles | Matt Kindt                         | Matt Kindt               | n&b                      | Thomas de Châteaubourg | Monsieur Toussaint Louverture |
| 19 mai        | DC Super Hero Girls : Bienvenue à Metropolis High                                      | Amy Wolfram                        | Yancey Labat             |                          |                        | Urban Comics                  |
| 5 juin        | Batman : Last Knight on Earth                                                          | Scott Snyder                       | Greg Capullo             |                          |                        | Urban Comics                  |
| 12 juin       | Green Arrow : The Longbow Hunters                                                      | Mike Grell                         | Mike Grell               |                          |                        | Urban Comics                  |
| 12 juin       | Birds of Prey Rebirth t.3 : La boucle est bouclée                                      | Julie Benson, Shawna Benson        | Roge Antonio             |                          |                        | Urban Comics                  |
| 12 juin       | Le Batman Qui Rit t.2 : Les Infectés                                                   | Collectif                          | Collectif                |                          |                        | Urban Comics                  |
| 10 juillet    | DCeased : Unkillables                                                                  | Tom Taylor                         | Collectif                |                          |                        | Urban Comics                  |
| 10 juillet    | Parker                                                                                 | Darwyn Cooke d'après Richard Stark | Darwyn Cooke             | n&b                      | Tonino Benacquista     | Dargaud                       |
| 10 juillet    | Wonder Woman Terre Un t.2                                                              | Grant Morrison                     | Yanick Paquette          |                          |                        | Urban Comics                  |
| 27 août       | L'Accident de chasse                                                                   | David L. Carlson                   | Landis Blair             | n&b                      | Julie Sibony           | Sonatine                      |
| 28 août       | Joker : Fini de rire                                                                   | JM DeMatteis, Chuck Dixon          | Graham Nolan             |                          |                        | Urban Comics                  |
| 1er septembre | Something Is Killing the Children t.1 : The Angel of Archer's Peak                     | James Tynion IV                    | Werther Dell'Edera       | Miquel Muerto            |                        | Urban Comics                  |
| 3 septembre   | MIND MGMT Rapport d’opérations 2/3 – Espionnage mental et son incidence collective     | Matt Kindt                         | Matt Kindt               | n&b                      | Thomas de Châteaubourg | Monsieur Toussaint Louverture |
| 4 septembre   | Batman : Créature de la nuit                                                           | Kurt Busiek                        | John Paul Leon           |                          |                        | Urban Comics                  |
| 10 septembre  | Kent State, quatre morts dans l’Ohio                                                   | Derf Backderf                      | Derf Backderf            | n&b                      | Philippe Toutboul      | Çà et là                      |
| 18 septembre  | Batman : Joker War t.1                                                                 | James Tynion IV                    | Collectif                |                          |                        | Urban Comics                  |
| 25 septembre  | Super Sons t.4 : La fin de l'innocence                                                 | Peter Tomasi                       | Collectif                |                          |                        | Urban Comics                  |
| 25 septembre  | Young Justice t.1 : Prisonniers de Gemmworld                                           | Brian Michael Bendis               | John Timms               |                          |                        | Urban Comics                  |
| 2 octobre     | Batman : Curse of the White Knight                                                     | Sean Murphy                        | Sean Murphy              |                          |                        | Urban Comics                  |
| 9 octobre     | Batman : Les Contes de Gotham                                                          | Dustin Nguyen, Derek Fridolfs      | Dustin Nguyen            |                          |                        | Urban Comics                  |
| 22 octobre    | Balance Ta Bulle                                                                       | Diane Noomin & collectif           | Diane Noomin & collectif | Diane Noomin & collectif | Samuel Todd            | Massot Éditions               |
| 30 octobre    | Batman Metal : Le Multivers Noir                                                       | Collectif                          | Collectif                |                          |                        | Urban Comics                  |
| 4 novembre    | Rusty Brown                                                                            | Chris Ware                         | Chris Ware               | Chris Ware               | Anne Capuron           | Delcourt                      |
| 27 novembre   | Wonder Woman : Dead Earth                                                              | Daniel Warren Johnson              | Daniel Warren Johnson    |                          |                        | Urban Comics                  |

### Mangas
| Sortie     | Titre                            | Scénariste     | Dessinateur    | Genre  | Éditeur   |
| ---------- | -------------------------------- | -------------- | -------------- | ------ | --------- |
| 29 janvier | Sengo t.1 Retrouvailles          | Sansuke Yamada | Sansuke Yamada |        | Casterman |
| 29 janvier | Sengo t.2 Initiation             | Sansuke Yamada | Sansuke Yamada |        | Casterman |
| 31 janvier | Asadora ! t.1                    | Naoki Urasawa  | Naoki Urasawa  |        | Kana      |
| 5 février  | Dragonball Super t.10            | Akira Toriyama | Toyotaro       | Shōnen | Glénat    |
| 19 février | Parasite t.1 (édition originale) | Hitoshi Iwaaki | Hitoshi Iwaaki | Seinen | Glénat    |

### Érotique
| Sortie  | Titre              | Scénariste | Dessinateur | Coloriste | Éditeur  |
| ------- | ------------------ | ---------- | ----------- | --------- | -------- |
| janvier | Le Prix de l’amour | Axel       | Axel        | Axel      | Dynamite |

### Webtoon
| Sortie | Titre            | Scénariste    | Dessinateur   | Coloriste     | Éditeur |
| ------ | ---------------- | ------------- | ------------- | ------------- | ------- |
| mars   | Sex, Drugs & RER | Natacha Ratto | Natacha Ratto | Natacha Ratto | Webtoon |

## Décès
- 2 janvier : Bogusław Polch, dessinateur polonais né en 1941[4] ;
- 3 février : Philippe Adamov, dessinateur français né en 1956 ;
- 10 février : Claire Bretécher, autrice française née en 1940 ;
- 13 février : Hubert, coloriste et scénariste français né en 1971 ;
- 2 mars : Suat Yalaz, dessinateur turc né en 1932 ;
- 5 mars : André Chéret, dessinateur français né en 1937 ;
- 14 mars : René Follet, illustrateur et dessinateur belge né en 1931 ;
- 18 mars : Erwin Drèze, dessinateur et coloriste belge né en 1959 ;
- 19 mars : Roman Arambula, dessinateur mexicain né en 1936 ;
- 20 mars : François Dermaut, dessinateur français né en 1949 ;
- 24 mars : Albert Uderzo, auteur français né en 1927, créateur de la série Astérix avec le scénariste René Goscinny ;
- 3 avril : Juan Giménez, auteur argentin né en 1943 ;
- 8 avril : Mort Drucker, dessinateur et caricaturiste américain né en 1929 ;
- 17 avril : Gene Deitch, animateur, réalisateur, producteur et auteur de bande dessinée américain né en 1924 ;
- début mai : Richard Sala (en), auteur et illustrateur américain né en 1955 ;
- 12 mai : George Akiyama (en), mangaka japonais né en 1943 ;
- 29 mai : Eric Schreurs, auteur de bande dessinée néerlandais né en 1958 ;
- 11 juin : Dennis O'Neil, scénariste et éditeur américain né en 1939 ;
- 25 juin : Joe Sinnott, dessinateur américain né en 1926 ;
- 9 août : Laurent Vicomte, auteur français né en 1956 ;
- 11 août : Kiraz, dessinateur de presse français né en 1923 ;
- 17 août : Claude Laverdure, dessinateur belge de bande dessinée né en 1947 ;
- 26 août : André-Paul Duchâteau, scénariste belge né en 1925 ;
- 13 septembre : Bruno Madaule, auteur français né en 1971 ;
- 30 septembre : Quino, auteur argentin né en 1932, créateur de Mafalda ;
- 6 octobre : Izumi Matsumoto, mangaka né en 1958 ;
- 19 octobre : Alex Varenne, auteur français né en 1939 ;
- 26 octobre : Jean-Pierre Autheman, auteur français né en 1946 ;
- 12 novembre : Piem, dessinateur humoristique et artiste peintre français né en 1923 ;
- 20 novembre : Takao Yaguchi, mangaka japonais, né en 1939.
- 2 décembre : Richard Corben, auteur américain né en 1940 ;
- 4 décembre : Louis Le Hir, auteur français né en 1986 ;
- 11 décembre : Malik (William Tai), auteur belge né en 1948 ;
- 27 décembre : Berck, auteur belge né en 1929.